# Juan Mata
Juan Manuel Mata (Burgos, 28 april 1988) is een Spaans betaald voetballer die als vleugelspeler en als aanvallende middenvelder uit de voeten kan. Mata debuteerde in maart 2009 in het Spaans voetbalelftal. Fernando Torres, Pedro en hij zijn de enige drie spelers die zowel de UEFA Europa League (de UEFA Europa League won hij tweemaal), de UEFA Champions League, het EK als het WK wonnen.

## Clubcarrière

### Jeugd
Mata verhuisde op driejarige leeftijd met zijn familie naar Oviedo. Daar speelde hij bij Juventud Estadio. Op vijftienjarige leeftijd kwam de aanvaller bij Real Madrid. Hij doorliep de cantera (jeugdopleiding) en vanaf het seizoen 2006/2007 speelde de aanvaller voor Real Madrid Castilla, het tweede elftal van de club. Bovendien stond Mata onder rugnummer 34 ingeschreven voor de UEFA Champions League-duels van het eerste elftal in dat seizoen.

### Valencia
In 2007 werd hij gecontracteerd door Valencia. Hij speelde vier seizoenen voor Valencia, waarin hij 174 wedstrijden speelde en 46 keer scoorde. In 2008 won hij met Valencia de Copa del Rey. In de finale werd Getafe met 3-1 verslagen.

### Chelsea
Eind augustus 2011 tekende Mata een vijfjarig contract bij Chelsea. In zijn eerste seizoen won hij de UEFA Champions League en de FA Cup met Chelsea. Het seizoen erop won Mata de UEFA Europa League. Hij speelde in totaal 2,5 seizoen voor Chelsea. Hij kwam tot 135 wedstrijden en 31 doelpunten.

### Manchester United
Tijdens de transferperiode in januari 2014 maakte hij voor een recordbedrag van 45 miljoen euro de overstap naar Manchester United, waar hij een contract tot 2018 tekende. Hij maakte zijn debuut voor de club uit Manchester op 28 januari 2014 in de met 2-0 gewonnen wedstrijd tegen Cardiff City. Hij maakte zijn eerste doelpunt in zijn tiende wedstrijd. Hij maakte de 3-1 tegen Aston Villa, wat uiteindelijk 4-1 werd. De wedstrijd daarna scoorde hij de 0-1 en 0-2 tegen Newcastle United. Deze score werd later verdubbeld. Ook tegen Norwich City maakte hij er 2 en in de slotwedstrijd tegen Southampton bezorgde hij Manchester United nog een punt. Manchester United werd uiteindelijk 7e in de Premier League. Mata kwam in geen enkele andere competitie uit dat seizoen voor Manchester United. In de eerste wedstrijd die Mata onder nieuwe coach van Gaal speelde, scoorde hij gelijk. Tegen Sunderland was zijn doelpunt genoeg aan een punt. In de tweede wedstrijd die hij onder van Gaal speelde, scoorde hij weer. Hij zette de 4-0 op het scorebord tegen Queens Park Rangers. Over alle competities speelde hij 35 wedstrijden waar hij 10 keer het net vond. In zijn 3e seizoen maakte hij zijn debuut in de UEFA Champions League. In de 2-1 gewonnen wedstrijd tegen Wolfsburg maakte hij zijn eerste doelpunt in de Champions League voor Manchester United uit een strafschop. Hij maakte ook zijn debuut in de UEFA Europa League voor Manchester United. Manchester United won de FA Cup dat jaar, mede door een doelpunt van Mata in de finale. Mata speelde alle wedstrijden in de Premier League. Over alle competities speelde hij 54 wedstrijden waarin hij tien keer scoorde. Manchester United eindigde 5e in de Engelse competitie. In het seizoen 2016/17 kreeg Manchester United een nieuwe coach, Jose Mourinho waarmee Mata al eerder in zijn tijd bij Chelsea mee werkte. Mata kreeg een invalbeurt in de wedstrijd tegen Leicester City die gewonnen werd waarmee Manchester United de Community Shield won. Mata maakte het eerste doelpunt van Manchester United in de Premier League dat seizoen, hij opende de score tegen Bournemouth. Mata kreeg een basisplaats in de gewonnen finale van de EFL Cup. Manchester United won dat jaar ook de Europa League. Dat was de tweede keer dat Juan Mata deze prijs won. Zijn contract werd na afloop niet verlengd, waarna hij transfervrij werd.

### Galatasaray
Op 8 september 2022 tekende Juan Mata een 1+1-contract bij de Turkse topclub Galatasaray. Met de club won hij de Turkse landstitel. Zijn contract werd niet verlengd na één seizoen.

## Clubstatistieken
| Seizoen | Club                 | Competitie         | Competitie | Competitie | Beker | Beker | Internationaal | Internationaal | Overig | Overig | Totaal | Totaal |
| ------- | -------------------- | ------------------ | ---------- | ---------- | ----- | ----- | -------------- | -------------- | ------ | ------ | ------ | ------ |
| 2006/07 | Real Madrid Castilla | Segunda División A | 38         | 9          | 0     | 0     | 0              | 0              | 0      | 0      | 38     | 9      |
| 2007/08 | Valencia             | Primera División   | 24         | 5          | 8     | 4     | 1              | 0              | 0      | 0      | 33     | 9      |
| 2008/09 | Valencia             | Primera División   | 37         | 11         | 2     | 1     | 6              | 1              | 2      | 1      | 47     | 14     |
| 2009/10 | Valencia             | Primera División   | 35         | 9          | 2     | 0     | 14             | 5              | 0      | 0      | 51     | 14     |
| 2010/11 | Valencia             | Primera División   | 33         | 8          | 3     | 0     | 7              | 1              | 0      | 0      | 43     | 9      |
| 2011/12 | Chelsea              | Premier League     | 34         | 6          | 8     | 4     | 12             | 2              | 0      | 0      | 54     | 12     |
| 2012/13 | Chelsea              | Premier League     | 35         | 11         | 11    | 3     | 14             | 4              | 4      | 1      | 64     | 19     |
| 2013/14 | Chelsea              | Premier League     | 13         | 0          | 2     | 0     | 2              | 0              | 0      | 0      | 17     | 0      |
| 2013/14 | Manchester United    | Premier League     | 15         | 6          | 0     | 0     | 0              | 0              | 0      | 0      | 15     | 6      |
| 2014/15 | Manchester United    | Premier League     | 33         | 9          | 2     | 1     | 0              | 0              | 0      | 0      | 35     | 10     |
| 2015/16 | Manchester United    | Premier League     | 38         | 6          | 5     | 3     | 11             | 1              | 0      | 0      | 54     | 10     |
| 2016/17 | Manchester United    | Premier League     | 25         | 6          | 6     | 2     | 10             | 2              | 1      | 0      | 42     | 10     |
| 2017/18 | Manchester United    | Premier League     | 28         | 3          | 6     | 0     | 6              | 0              | 0      | 0      | 40     | 3      |
| 2018/19 | Manchester United    | Premier League     | 22         | 3          | 4     | 2     | 6              | 1              | 0      | 0      | 32     | 6      |
| 2019/20 | Manchester United    | Premier League     | 19         | 0          | 7     | 1     | 11             | 2              | 0      | 0      | 37     | 3      |
| 2020/21 | Manchester United    | Premier League     | 9          | 1          | 3     | 2     | 6              | 0              | 0      | 0      | 18     | 3      |
| 2021/22 | Manchester United    | Premier League     | 7          | 0          | 2     | 0     | 3              | 0              | 0      | 0      | 12     | 0      |
| 2022/23 | Galatasaray          | Süper Lig          | 16         | 3          | 2     | 0     | -              | -              | 0      | 0      | 18     | 3      |
| 2023    | Vissel Kobe          | J1 League          | 1          | 0          | 0     | 0     | 0              | 0              | 0      | 0      | 1      | 0      |
| Totaal  | Totaal               | Totaal             | 461        | 96         | 73    | 23    | 102            | 19             | 7      | 2      | 651    | 140    |

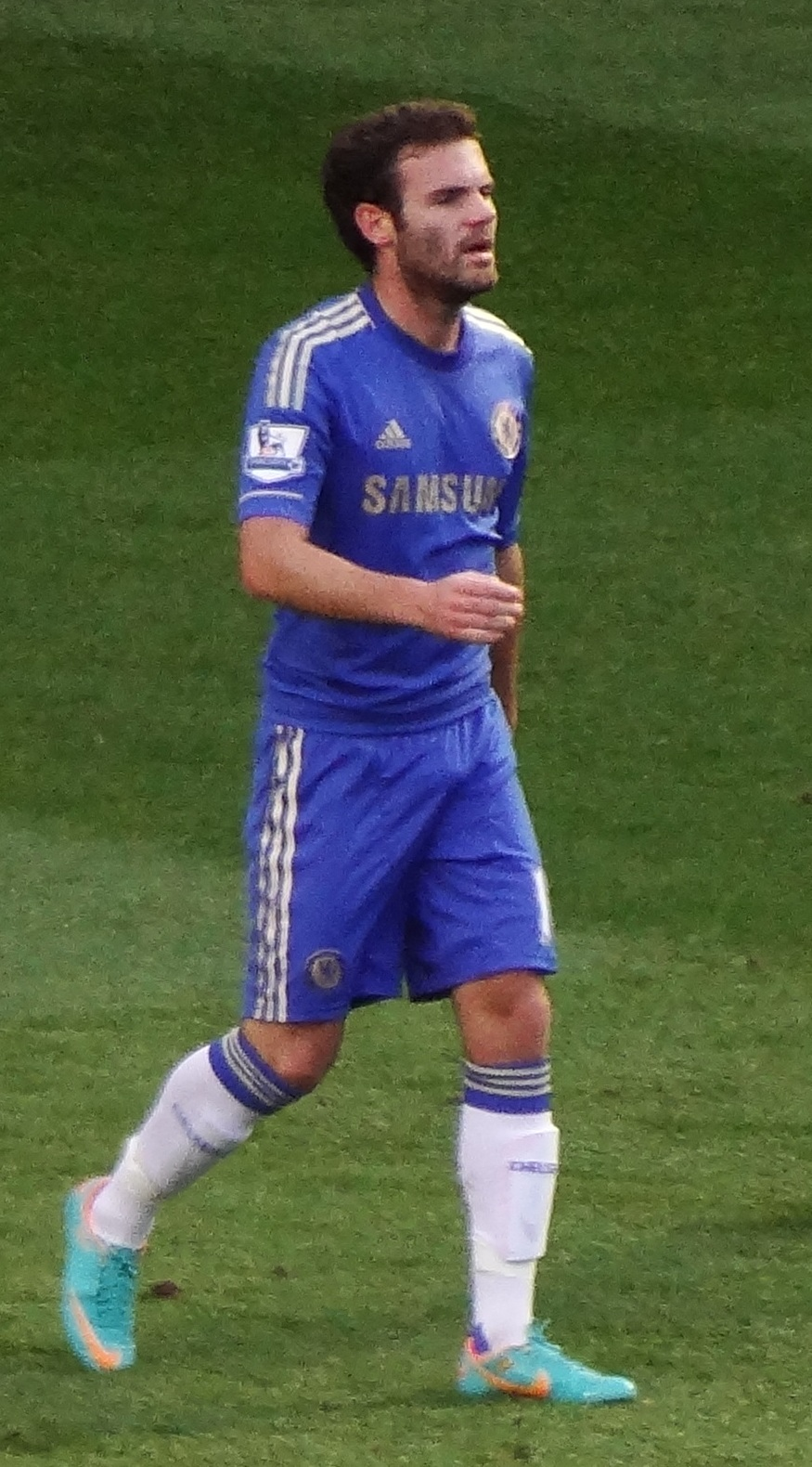
Juan Mata in actie voor Chelsea in 2012.

Bijgewerkt tot en met 1 december 2023.

## Interlandcarrière
Mata won in juli 2006 met het Spaans elftal het Europees kampioenschap onder 19 in Polen, samen met onder anderen zijn clubgenoten Esteban Granero, Javi García, Antonio Adán en Alberto Bueno. Hijzelf werd tweede op de topscorerslijst achter Bueno met vier doelpunten. Op het EK bereikte Spanje de finale door in de groepsfase Turkije (5-3), Schotland (4–0) en Portugal (1-1) achter zich te houden en in de halve finale van Oostenrijk te winnen (5–0). Mata maakte in de openingswedstrijd tegen Turkije drie doelpunten. Tegen Oostenrijk scoorde hij één keer. In de finale werd met 2–1 gewonnen van Schotland door twee doelpunten van Bueno. In 2007 nam Mata deel aan het wereldkampioenschap voetbal onder 20 in Canada. Hij scoorde in de tweede groepswedstrijd tegen Zambia.
Op 28 maart 2009 debuteerde Mata in het Spaans nationaal elftal. In een WK-kwalificatiewedstrijd tegen Turkije kwam hij in de tweede helft in het veld als vervanger van David Villa. In 2010 won Mata met Spanje het WK. Op 1 juli 2012 maakte hij het vierde doelpunt in de finale tussen Spanje en Italië (4–0) op het EK 2012.
In juni 2011 werd Mata met Spanje –21 Europees kampioen op het Europees kampioenschap onder 21.
| Interlands van Juan Mata voor Spanje | Interlands van Juan Mata voor Spanje | Interlands van Juan Mata voor Spanje | Interlands van Juan Mata voor Spanje | Interlands van Juan Mata voor Spanje | Interlands van Juan Mata voor Spanje | Interlands van Juan Mata voor Spanje |
| Nr.                                  | Datum                                | Wedstrijd                            | Uitslag                              | Competitie                           | Dlp.                                 |                                      |
| Als speler bij Valencia              | Als speler bij Valencia              | Als speler bij Valencia              | Als speler bij Valencia              | Als speler bij Valencia              | Als speler bij Valencia              | Als speler bij Valencia              |
| ------------------------------------ | ------------------------------------ | ------------------------------------ | ------------------------------------ | ------------------------------------ | ------------------------------------ | ------------------------------------ |
| 1.                                   | 28 maart 2009                        | Spanje – Turkije                     | 1 – 0                                | Kwalificatie WK 2010                 | 0                                    |                                      |
| 2.                                   | 17 juni 2009                         | Irak – Spanje                        | 0 – 1                                | Confederations Cup                   | 0                                    |                                      |
| 3.                                   | 24 juni 2009                         | Verenigde Staten – Spanje            | 2 – 0                                | Confederations Cup                   | 0                                    |                                      |
| 4.                                   | 9 september 2009                     | Spanje – Estland                     | 3 – 0                                | Kwalificatie WK 2010                 | 1                                    |                                      |
| 5.                                   | 10 oktober 2009                      | Armenië – Spanje                     | 1 – 2                                | Kwalificatie WK 2010                 | 1                                    |                                      |
| 6.                                   | 14 oktober 2009                      | Bosnië en Herzegovina – Spanje       | 2 – 5                                | Kwalificatie WK 2010                 | 1                                    |                                      |
| 7.                                   | 14 november 2009                     | Spanje – Argentinië                  | 2 – 1                                | Vriendschappelijk                    | 0                                    |                                      |
| 8.                                   | 3 juni 2010                          | Zuid-Korea – Spanje                  | 0 – 1                                | Vriendschappelijk                    | 0                                    |                                      |
| 9.                                   | 21 juni 2010                         | Honduras – Spanje                    | 0 – 2                                | WK 2010                              | 0                                    |                                      |
| 10.                                  | 11 augustus 2010                     | Mexico – Spanje                      | 1 – 1                                | Vriendschappelijk                    | 0                                    |                                      |
| 11.                                  | 29 maart 2011                        | Litouwen – Spanje                    | 1 – 3                                | Kwalificatie EK 2012                 | 1                                    |                                      |
| 12.                                  | 10 augustus 2011                     | Italië – Spanje                      | 2 – 1                                | Vriendschappelijk                    | 0                                    |                                      |
| Als speler bij Chelsea               |                                      |                                      |                                      |                                      |                                      |                                      |
| 13.                                  | 6 september 2011                     | Spanje – Liechtenstein               | 6 – 0                                | Kwalificatie EK 2012                 | 0                                    |                                      |
| 14.                                  | 7 oktober 2011                       | Tsjechië – Spanje                    | 0 – 2                                | Kwalificatie EK 2012                 | 1                                    |                                      |
| 15.                                  | 12 november 2011                     | Engeland – Spanje                    | 1 – 0                                | Vriendschappelijk                    | 0                                    |                                      |
| 16.                                  | 15 november 2011                     | Costa Rica – Spanje                  | 2 – 2                                | Vriendschappelijk                    | 0                                    |                                      |
| 17.                                  | 30 mei 2012                          | Zuid-Korea – Spanje                  | 1 – 4                                | Vriendschappelijk                    | 0                                    |                                      |
| 18.                                  | 3 juni 2012                          | Spanje – China                       | 1 – 0                                | Vriendschappelijk                    | 0                                    |                                      |
| 19.                                  | 1 juli 2012                          | Italië – Spanje                      | 0 – 4                                | EK 2012                              | 1                                    |                                      |
| 20.                                  | 14 november 2012                     | Panama – Spanje                      | 1 – 5                                | Vriendschappelijk                    | 0                                    |                                      |
| 21.                                  | 6 februari 2013                      | Uruguay – Spanje                     | 1 – 3                                | Vriendschappelijk                    | 0                                    |                                      |
| 22.                                  | 22 maart 2013                        | Spanje – Finland                     | 1 – 1                                | Kwalificatie WK 2014                 | 0                                    |                                      |
| 23.                                  | 26 maart 2013                        | Frankrijk – Spanje                   | 0 – 1                                | Kwalificatie WK 2014                 | 0                                    |                                      |
| 24.                                  | 8 juni 2013                          | Haïti – Spanje                       | 1 – 2                                | Vriendschappelijk                    | 0                                    |                                      |
| 25.                                  | 11 juni 2013                         | Spanje – Ierland                     | 2 – 0                                | Vriendschappelijk                    | 1                                    |                                      |
| 26.                                  | 16 juni 2013                         | Uruguay – Spanje                     | 1 – 2                                | Confederations Cup                   | 0                                    |                                      |
| 27.                                  | 20 juni 2013                         | Tahiti – Spanje                      | 0 – 10                               | Confederations Cup                   | 1                                    |                                      |
| 28.                                  | 27 juni 2013                         | Italië – Spanje                      | 0 – 0                                | Confederations Cup                   | 0                                    |                                      |
| 29.                                  | 30 juni 2013                         | Brazilië – Spanje                    | 3 – 0                                | Confederations Cup                   | 0                                    |                                      |
| 30.                                  | 15 oktober 2013                      | Spanje – Georgië                     | 2 – 0                                | Kwalificatie WK 2014                 | 0                                    |                                      |
| 31.                                  | 16 november 2013                     | Equatoriaal-Guinea – Spanje          | 1 – 2                                | Vriendschappelijk                    | 0                                    |                                      |
| 32.                                  | 19 november 2013                     | Zuid-Afrika – Spanje                 | 1 – 0                                | Vriendschappelijk                    | 0                                    |                                      |
| Als speler bij Manchester United     |                                      |                                      |                                      |                                      |                                      |                                      |
| 33.                                  | 30 mei 2014                          | Spanje – Bolivia                     | 2 – 0                                | Vriendschappelijk                    | 0                                    |                                      |
| 34.                                  | 23 juni 2014                         | Australië – Spanje                   | 0 – 3                                | WK 2014                              | 1                                    |                                      |
| 35.                                  | 8 september 2015                     | Macedonië – Spanje                   | 0 – 1                                | Kwalificatie EK 2016                 | 0                                    |                                      |
| 36.                                  | 9 oktober 2015                       | Spanje – Luxemburg                   | 4 – 1                                | Kwalificatie EK 2016                 | 0                                    |                                      |
| 37.                                  | 12 oktober 2015                      | Oekraïne – Spanje                    | 0 – 1                                | Kwalificatie EK 2016                 | 0                                    |                                      |
| 38.                                  | 13 november 2015                     | Spanje – Engeland                    | 2 – 0                                | Vriendschappelijk                    | 0                                    |                                      |
| 39.                                  | 24 maart 2016                        | Italië – Spanje                      | 1 – 1                                | Vriendschappelijk                    | 0                                    |                                      |
| 40.                                  | 27 maart 2016                        | Roemenië – Spanje                    | 0 – 0                                | Vriendschappelijk                    | 0                                    |                                      |
| 41.                                  | 15 november 2016                     | Engeland - Spanje                    | 2 - 2                                | Vriendschappelijk                    | 0                                    |                                      |

Bijgewerkt op 10 oktober 2017.

## Erelijst
| Competitie            |          |           |          |          |
| Competitie            | Aantal   | Jaren     |          |          |
| Valencia              | Valencia | Valencia  | Valencia | Valencia |
| --------------------- | -------- | --------- | -------- | -------- |
| Copa del Rey          | 1x       | 2007/2008 |          |          |
| Chelsea               |          |           |          |          |
| UEFA Champions League | 1x       | 2011/2012 |          |          |
| UEFA Europa League    | 1x       | 2012/2013 |          |          |
| FA Cup                | 1x       | 2011/2012 |          |          |
| Manchester United     |          |           |          |          |
| UEFA Europa League    | 1x       | 2016/17   |          |          |
| FA Cup                | 1x       | 2015/16   |          |          |
| EFL Cup               | 1x       | 2016/17   |          |          |
| FA Community Shield   | 1x       | 2016      |          |          |
| Galatasaray           |          |           |          |          |
| Süper Lig             | 1x       | 2022/23   |          |          |
| Vissel Kobe           |          |           |          |          |
| J1 League             | 1x       | 2023      |          |          |

| Competitie                 | Winnaar | Winnaar | Runner-up | Runner-up | Derde  | Derde  |
| Competitie                 | Aantal  | Jaren   | Aantal    | Jaren     | Aantal | Jaren  |
| Spanje                     | Spanje  | Spanje  | Spanje    | Spanje    | Spanje | Spanje |
| -------------------------- | ------- | ------- | --------- | --------- | ------ | ------ |
| Wereldkampioenschap        | 1x      | 2010    |           |           |        |        |
| Europees kampioenschap     | 1x      | 2012    |           |           |        |        |
| Confederations Cup         |         |         | 1x        | 2013      | 1x     | 2009   |
| Europees kampioenschap –21 | 1x      | 2011    |           |           |        |        |
| Europees kampioenschap –19 | 1x      | 2006    |           |           |        |        |